# 山本郁子 (1958年生)
山本 郁子（やまもと いくこ、1958年7月5日 - ) は、日本の女優。Grue所属。

## 来歴・人物
北海道函館市出身。桐朋学園芸術短期大学演劇科卒業と同時俳優座入団。俳優座公演で自身の出演3作目となった『右往左往』で早くもヒロイン役を獲得。連続テレビ小説『虹を織る』（NHK）でテレビドラマデビュー。
得意なことは、スキー、スケートなどのウインタースポーツ。

## 出演

### テレビドラマ
- 連続テレビ小説（NHK）
  - 虹を織る（1980年10月16日 - 1981年4月4日） - 典子
  - はね駒（1986年8月13日 - 15日） - 華山りょう子
- 木曜座 いつか黄昏の街で（1981年10月1日 - 12月24日、MBS） - 瀬川育代
- 花王 愛の劇場（TBS）
  - 夫婦（1982年1月4日 - 3月5日） - 横井久子
  - 妻の定年（1983年10月31日 - 12月30日） - 沢田みゆき
  - 誘惑（1987年11月2日 - 12月29日） - 水野麻莉
- 松平右近事件帳 第4話「怪盗暗闇吉三」（1982年4月11日、 NTV） - お島
- 源九郎旅日記 葵の暴れん坊 第30話「命を捨てに来た男」（1982年12月4日、ANB） - お秋
- あっけらかん（1982年5月28日 - 8月20日、NTV） - 川合ますみ
- 算数病院事件（1982年9月21日、ANB）
- 勇者は語らず いま、日米自動車戦争は（1983年2月9日・10日 、NHK） - 山岡美代子
- 千利休とその妻たち（1983年10月27日、KTV）
- 流れ星佐吉 最終話 「さよなら大興行」（1984年9月25日、CX）
- 花王名人劇場 中原理恵の快盗!女ねずみ小僧（1984年4月15日、KTV）
- 木曜ゴールデンドラマ 母と娘 その愛と憎しみ（1984年6月7日、ytv）
- 大岡越前 第8部 第2話 - 第10話・第12話 - 第25話（1984年7月16日 - 1985年1月14日、TBS/C.A.L） - お由美
- 長七郎江戸日記 第1シリーズ 第40話「望郷」（1984年11月20日、NTV/ユニオン映画） - りつ
- 大河ドラマ（NHK）
  - 春の波涛 女ごころ（1985年4月21日） - 花次
  - 信長　KING OF ZIPANGU 第1話 - 第3話・第6話 - 第8話・第10話 - 第12話・第15話 - 第19話・第21話・第25話・第28話・第30話 - 第32話 - まつ
- 土曜ワイド劇場（ANB）
  - 迷探偵羽鳥雄太郎と駆出し女刑事 2「鳥羽の海に花嫁の死体を見た!」（1986年1月11日） - 規子
  - 西村京太郎トラベルミステリー 第15作「アルプス誘拐ルート」（1989年4月1日） - 大久保こずえ
- 火曜サスペンス劇場 凍る風景（1986年2月18日、NTV）
- 暴れん坊将軍（ANB）
  - 暴れん坊将軍II 第147回「つめたい春の夫婦花!」（1986年3月22日） - おしげ
  - 暴れん坊将軍III 第17回「ちゃんにとどけ!江戸ばやし」（1988年4月30日） - おしん
- 若大将天下ご免!（1987年、ANB/東映）
- 女ねずみ小僧 （1989年4月12日~1989年7月5日、フジテレビ/C.A.L）
- はぐれ刑事純情派 第11シリーズ第9話「死体に万札が!?貸し渋った男」（1998年5月27日、ANB/東映） - 平井綾子
- 浅見光彦シリーズ 辰巳琢郎・沢村一樹版 第1作 - 第28作（TBS） - 浅見和子
  - 「月曜ドラマスペシャル」
    - 第1作「高千穂伝説殺人事件」（1994年4月25日）「辰巳琢郎版」
    - 第2作「天城峠殺人事件」（1994年11月7日）
    - 第3作「隅田川殺人事件」（1995年4月24日）
    - 第4作「佐渡伝説殺人事件」（1995年7月31日）
    - 第5作「城崎殺人事件」（1995年10月30日）
    - 第6作「小樽殺人事件」（1996年4月1日）
    - 第7作「風葬の城」（1996年9月30日）
    - 第8作「鳥取雛送り殺人事件」（1997年3月10日）
    - 第9作「天河伝説殺人事件」（1997年10月6日）
    - 第10作「隠岐伝説殺人事件」（1998年3月23日）
    - 第11作「蜃気楼」（1998年10月26日）
    - 第12作「札幌殺人事件」（1999年9月20日）
    - 第13作「「須磨明石」殺人事件」（2000年3月27日）
    - 第14作「後鳥羽伝説殺人事件」（2000年9月4日）「沢村一樹版」
    - 第15作「志摩半島殺人事件」（2001年3月19日）

  - 「月曜ミステリー劇場」
    - 第16作「坊っちゃん殺人事件」（2001年9月24日）
    - 第17作「鬼首殺人事件」（2002年9月23日）
    - 第18作「華の下にて」（2004年1月5日）
    - 第19作「長崎殺人事件」（2004年4月12日）
    - 第20作「崇徳伝説殺人事件」（2005年3月14日）
    - 第21作「平家伝説殺人事件」（2005年12月26日）
    - 第22作「佐用姫伝説殺人事件」（2006年9月25日）
- 花咲くあした （2014年1月5日~2月23日、NHK） - 早乙女美奈子

## アテレコ・ラジオ
- 「ジャンプ」（1986年、地人会）
- 特集オーディオドラマ 「服部良一のモモタロウ」（2007年8月15日、NHK-FM）
- 青春アドベンチャー 「押入れのちよ」 (2007年9月10日 - 14日、NHK-FM)